# 1934
Il 1934 (MCMXXXIV in numeri romani) è un anno  del XX secolo.

## Eventi
- Aldo Palazzeschi pubblica il suo romanzo più compiuto e più conosciuto: Sorelle Materassi.
- Italia: i GUF organizzano i primi Littoriali della cultura e dell'arte, che termineranno nel 1940.
- 1º gennaio : Alcatraz diventa operativa come prigione negli stati uniti.
- 22 gennaio: alla Leningrad Maly Operny di Leningrado Dmitrij Dmitrievič Šostakovič presenta Lady Macbeth del Distretto di Mcensk.
- 26 gennaio: firma del patto di non aggressione tra la Germania nazista e la Polonia.
- 6 febbraio – Francia: a Parigi, in Place de la Concorde, per la prima volta scendono in piazza, fianco a fianco in una grande manifestazione di protesta contro il simbolo della democrazia parlamentare, il Palais Bourbon (la camera dei deputati) e contro il governo a matrice radical-socialista presieduto da Daladier, militanti dell'estrema sinistra e dell'estrema destra. Tutti assieme, mischiati tra di loro i Camelots du Roi, gli attivisti dell'Action Française, i giovani operai della 'cintura rossa', membri della Jeunesse Patriote e militanti comunisti, ex combattenti disoccupati e studenti. Gli scontri con le forze dell'ordine causano 20 morti e 2.300 feriti.
- 17 marzo: Protocolli di Roma tra Italia, Ungheria ed Austria.
- 1º aprile: Don Giovanni Bosco viene dichiarato santo da Papa Pio XI, il giorno di Pasqua.
- 13 maggio: viene inaugurata la ferrovia Mantova – Peschiera.
- 28 maggio: a Corbeil, nell'Ontario (Canada), nascono le gemelle Dionne, primo esempio noto di parto pentagemellare omoziogote con tutte le neonate sopravvissute.
- 9 giugno – Stati Uniti: vede la luce Paperino, personaggio di fumetti e cartoni animati di Walt Disney.
- 10 giugno: a Roma l'Italia batte 2-1 ai tempi supplementari la Cecoslovacchia nella finale dei Mondiali di calcio casalinghi diventando per la prima volta Campione del Mondo.
- 14 giugno – Italia: a Venezia, Mussolini e Hitler si incontrano per la prima volta.
- 20 giugno – Italia: l'intera opera di Benedetto Croce e quella di Giovanni Gentile sono condannate e messe all'Indice dei libri proibiti dalla Chiesa.
- 30 giugno – Germania: nella Notte dei lunghi coltelli, le SS eliminano Ernst Röhm e i principali esponenti delle SA
- 26 luglio: a Vienna cospiratori nazisti in divisa da ufficiali dell'esercito occupano la cancelleria ove è in corso una riunione di gabinetto e assassinano Dollfuss. L'Italia che "vigila con l'arma al piede" invia al Brennero 4 divisioni e Hitler è costretto a sconfessare l'operato dei suoi sgherri austriaci.
- 2 agosto – Germania: Adolf Hitler assume la carica di capo dello Stato. Unione nella sua persona delle due cariche di capo dello stato e capo del governo e introduzione del nuovo nominativo di Führer.
- 6 ottobre: attentato al re di Jugoslavia. Alessandro I viene assassinato a Marsiglia.
- 11 ottobre – Italia: viene introdotta la giornata lavorativa di otto ore.
- 5 dicembre: Incidente di Ual Ual.
- 29 dicembre
  - L'Impero giapponese rinuncia al Trattato navale di Washington del 1922 e al trattato navale di Londra del 1930.
  - Prima partita di pallacanestro universitaria al Madison Square Garden di New York, tra Università di Notre Dame e New York University.

## Nati
Ci sono circa 2 300 voci su persone nate nel 1934; vedi la pagina Nati nel 1934 per un elenco descrittivo o la categoria Nati nel 1934 per un indice alfabetico.

## Morti
Ci sono circa 670 voci su persone morte nel 1934; vedi la pagina Morti nel 1934 per un elenco descrittivo o la categoria Morti nel 1934 per un indice alfabetico.

## Calendario
| Calendario 1934 | Calendario 1934 | Calendario 1934 | Calendario 1934 | Calendario 1934 | Calendario 1934 | Calendario 1934 | Calendario 1934 | Calendario 1934 | Calendario 1934 | Calendario 1934 | Calendario 1934 | Calendario 1934 | Calendario 1934 | Calendario 1934 | Calendario 1934 | Calendario 1934 | Calendario 1934 | Calendario 1934 | Calendario 1934 | Calendario 1934 | Calendario 1934 | Calendario 1934 | Calendario 1934 | Calendario 1934 | Calendario 1934 | Calendario 1934 | Calendario 1934 | Calendario 1934 | Calendario 1934 | Calendario 1934 | Calendario 1934 | Calendario 1934 |
| --------------- | --------------- | --------------- | --------------- | --------------- | --------------- | --------------- | --------------- | --------------- | --------------- | --------------- | --------------- | --------------- | --------------- | --------------- | --------------- | --------------- | --------------- | --------------- | --------------- | --------------- | --------------- | --------------- | --------------- | --------------- | --------------- | --------------- | --------------- | --------------- | --------------- | --------------- | --------------- | --------------- |
|                 | 1               | 2               | 3               | 4               | 5               | 6               | 7               | 8               | 9               | 10              | 11              | 12              | 13              | 14              | 15              | 16              | 17              | 18              | 19              | 20              | 21              | 22              | 23              | 24              | 25              | 26              | 27              | 28              | 29              | 30              | 31              |                 |
| Gennaio         | Lu              | Ma              | Me              | Gi              | Ve              | Sa              | Do              | Lu              | Ma              | Me              | Gi              | Ve              | Sa              | Do              | Lu              | Ma              | Me              | Gi              | Ve              | Sa              | Do              | Lu              | Ma              | Me              | Gi              | Ve              | Sa              | Do              | Lu              | Ma              | Me              |                 |
| Febbraio        | Gi              | Ve              | Sa              | Do              | Lu              | Ma              | Me              | Gi              | Ve              | Sa              | Do              | Lu              | Ma              | Me              | Gi              | Ve              | Sa              | Do              | Lu              | Ma              | Me              | Gi              | Ve              | Sa              | Do              | Lu              | Ma              | Me              |                 |                 |                 |                 |
| Marzo           | Gi              | Ve              | Sa              | Do              | Lu              | Ma              | Me              | Gi              | Ve              | Sa              | Do              | Lu              | Ma              | Me              | Gi              | Ve              | Sa              | Do              | Lu              | Ma              | Me              | Gi              | Ve              | Sa              | Do              | Lu              | Ma              | Me              | Gi              | Ve              | Sa              |                 |
| Aprile          | Do              | Lu              | Ma              | Me              | Gi              | Ve              | Sa              | Do              | Lu              | Ma              | Me              | Gi              | Ve              | Sa              | Do              | Lu              | Ma              | Me              | Gi              | Ve              | Sa              | Do              | Lu              | Ma              | Me              | Gi              | Ve              | Sa              | Do              | Lu              |                 |                 |
| Maggio          | Ma              | Me              | Gi              | Ve              | Sa              | Do              | Lu              | Ma              | Me              | Gi              | Ve              | Sa              | Do              | Lu              | Ma              | Me              | Gi              | Ve              | Sa              | Do              | Lu              | Ma              | Me              | Gi              | Ve              | Sa              | Do              | Lu              | Ma              | Me              | Gi              |                 |
| Giugno          | Ve              | Sa              | Do              | Lu              | Ma              | Me              | Gi              | Ve              | Sa              | Do              | Lu              | Ma              | Me              | Gi              | Ve              | Sa              | Do              | Lu              | Ma              | Me              | Gi              | Ve              | Sa              | Do              | Lu              | Ma              | Me              | Gi              | Ve              | Sa              |                 |                 |
| Luglio          | Do              | Lu              | Ma              | Me              | Gi              | Ve              | Sa              | Do              | Lu              | Ma              | Me              | Gi              | Ve              | Sa              | Do              | Lu              | Ma              | Me              | Gi              | Ve              | Sa              | Do              | Lu              | Ma              | Me              | Gi              | Ve              | Sa              | Do              | Lu              | Ma              |                 |
| Agosto          | Me              | Gi              | Ve              | Sa              | Do              | Lu              | Ma              | Me              | Gi              | Ve              | Sa              | Do              | Lu              | Ma              | Me              | Gi              | Ve              | Sa              | Do              | Lu              | Ma              | Me              | Gi              | Ve              | Sa              | Do              | Lu              | Ma              | Me              | Gi              | Ve              |                 |
| Settembre       | Sa              | Do              | Lu              | Ma              | Me              | Gi              | Ve              | Sa              | Do              | Lu              | Ma              | Me              | Gi              | Ve              | Sa              | Do              | Lu              | Ma              | Me              | Gi              | Ve              | Sa              | Do              | Lu              | Ma              | Me              | Gi              | Ve              | Sa              | Do              |                 |                 |
| Ottobre         | Lu              | Ma              | Me              | Gi              | Ve              | Sa              | Do              | Lu              | Ma              | Me              | Gi              | Ve              | Sa              | Do              | Lu              | Ma              | Me              | Gi              | Ve              | Sa              | Do              | Lu              | Ma              | Me              | Gi              | Ve              | Sa              | Do              | Lu              | Ma              | Me              |                 |
| Novembre        | Gi              | Ve              | Sa              | Do              | Lu              | Ma              | Me              | Gi              | Ve              | Sa              | Do              | Lu              | Ma              | Me              | Gi              | Ve              | Sa              | Do              | Lu              | Ma              | Me              | Gi              | Ve              | Sa              | Do              | Lu              | Ma              | Me              | Gi              | Ve              |                 |                 |
| Dicembre        | Sa              | Do              | Lu              | Ma              | Me              | Gi              | Ve              | Sa              | Do              | Lu              | Ma              | Me              | Gi              | Ve              | Sa              | Do              | Lu              | Ma              | Me              | Gi              | Ve              | Sa              | Do              | Lu              | Ma              | Me              | Gi              | Ve              | Sa              | Do              | Lu              |                 |

## Premi Nobel
In quest'anno sono stati conferiti i seguenti Premi Nobel:
- per la Pace: Arthur Henderson
- per la Letteratura: Luigi Pirandello
- per la Medicina: George Richards Minot, William Parry Murphy, George Hoyt Whipple
- per la Chimica: Harold Clayton Urey